# Думка (прізвище)
Ду́мка — українське прізвище. Походить від думка.

## Відомі носії
- д-р Микита Думка — український історик.
- Павло Думка — український галицький громадський і політичний діяч, селянин.
- Теодор Думка — бургомістр Бучача[1]